# Bill Newton
William Ellis Newton, CV (8 de junho de 1919 – 29 de março de 1943) foi um australiano que recebeu a Cruz Vitória, a mais alta condecoração por bravura diante do inimigo que pode ser concedida a um membro das forças armadas britânicas e da Commonwealth. Ele foi homenageado por suas ações como piloto de bombardeiro em Papua-Nova Guiné em março de 1943, quando, apesar do intenso fogo antiaéreo, ele pressionou uma série de ataques ao istmo de Salamaua, o último dos quais o viu forçado a abandonar seu avião no mar. Newton ainda estava oficialmente desaparecido quando o prêmio foi feito em outubro de 1943. Mais tarde, descobriu-se que ele havia sido capturado pelos japoneses e executado por decapitação em 29 de março.
Criado em Melbourne, Newton se destacou no esporte, jogando críquete em nível estadual juvenil. Ele se juntou às Forças Militares Cidadãs em 1938, e se alistou na Real Força Aérea Australiana (RAAF) em fevereiro de 1940. Descrito como tendo o traço de "um Errol Flynn ou um Keith Miller", serviu como instrutor de voo na Austrália antes de ser enviado para o Esquadrão N.° 22, que começou a operar bombardeiros leves de Douglas A-20 na Nova Guiné no final de 1942. Tendo acabado de participar da Batalha do Mar de Bismarck, ele estava em sua missão de cinquenta segundos quando foi abatido e capturado. Newton foi o único aviador australiano a receber uma Victoria Cross por ação na frente do Sudoeste do Pacífico da Segunda Guerra Mundial, e o único australiano a ser condecorado enquanto voava com um esquadrão da RAAF.

## Biografia
Nascido no subúrbio de St Kilda, em Melbourne, em 8 de junho de 1919, Bill Newton era o filho mais novo do dentista Charles Ellis Newton e sua segunda esposa Minnie. Seus três meio-irmãos mais velhos do casamento anterior de Charles incluíam dois irmãos, John e Lindsay, e uma irmã, Phyllis. Bill entrou na Melbourne Grammar School em 1929, mas dois anos depois mudou para a vizinha St Kilda Park Central School, pois a renda familiar foi reduzida pelo impacto da Grande Depressão. Em 1934, aos quinze anos, ele conseguiu retornar à Melbourne Grammar onde, apesar de lutar com seus trabalhos escolares, completou seu certificado Intermediário. Ele desistiu de estudar mais quando seu pai morreu subitamente de um ataque cardíaco aos 51 anos de idade, e começou a trabalhar em um armazém de seda.
Considerado na escola como um futuro líder na comunidade, Newton também era um esportista talentoso, jogando críquete, futebol australiano, golfe e pólo aquático. Um jogador rápido no críquete, ele era amigo de Keith Miller, e recebeu o troféu de boliche Colts da Victorian Cricket Association (VCA) em 1937-38, enquanto Miller recebeu o prêmio de rebatidas equivalente. Em janeiro de 1938, Newton dispensou o batedor de teste Bill Ponsford; ainda o único australiano a marcar duas vezes 400 em uma entrada de primeira classe; para quatro em um jogo dos Colts no Melbourne Cricket Ground. No ano seguinte, ele foi selecionado no Segundo XI vitoriano. Ele abriu o boliche contra o New South Wales Second XI; sua primeira e única partida; levando um total de 3/113 incluindo os wickets de Ron Saggers e Arthur Morris que, como Miller, se tornaram membros dos Invincibles.

## Carreira

### Início
Newton tinha sido sargento em seu corpo de cadetes na escola e se juntou à Força Militar dos Cidadãos em 28 de novembro de 1938, servindo como soldado na seção de metralhadoras do 6º Batalhão, Regimento Real de Melbourne. Ainda empregado no armazém de seda quando eclodiu a Segunda Guerra Mundial em setembro de 1939, ele renunciou para se juntar à Real Força Aérea Australiana (RAAF) em 5 de fevereiro de 1940. Ele havia tentado anteriormente alistou-se quando completou dezoito anos em 1937, mas sua mãe recusou-se a dar-lhe permissão; com a Austrália agora em guerra, ela aquiesceu. Seus irmãos, dentistas de profissão, como seu pai; também se alistaram nas forças armadas, John como tenente cirurgião na Marinha Real Australiana e Lindsay como capitão do Corpo Médico do Exército.

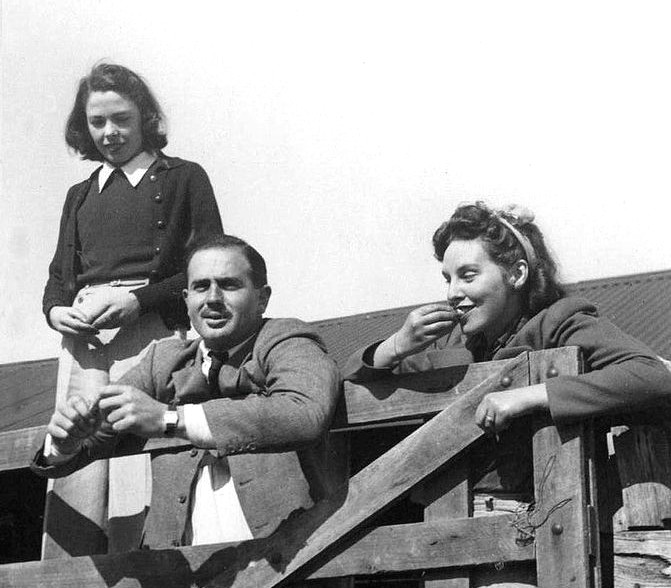
Newton relaxando em Wagga, em 1941.

Newton realizou seu treinamento inicial na Escola de Treino de Voo Elementar N.º 1 da RAAF em Parafield, Austrália Meridional, voando no De Havilland Tiger Moths, e com o Esquadrão N.º 22 da RAAF na Base aérea de Williams, Victoria, voando no CAC Wirraway. Ele foi premiado com suas asas e comissionado como oficial piloto em 28 de junho de 1940. Após treinamento avançado em Avro Ansons com a Escola de Treinamento de Voo Nº 1 na RAAF Point Cook em setembro, ele foi selecionado para se tornar um instrutor de voo. Concluiu o curso obrigatório na Escola de Voo Central da RAAF em Camden, Nova Gales do Sul, e foi promovido a oficial de voo em 28 de dezembro. Ele posteriormente começou a treinar estudantes sob o Esquema de Treinamento Aéreo do Império na Escola de Treinamento de Voo No. 2 perto de Wagga Wagga, sob o comando do Capitão de Grupo Frederick Scherger.
Em outubro de 1941, Newton foi transferido para a Escola de Treino de Voo de Serviço N.º 5 da RAAF em Uranquinty. Ele achou a instrução frustrante, pois ansiava por uma missão de combate. Sua sorte mudou em fevereiro de 1942, quando foi selecionado para o curso de navegação em Ansons na General Reconnaissance School, com sede em Laverton. De lá, ele foi enviado para a Unidade de Treino Operacional N.º 1 da RAAF em Sale, Victoria, para conversão em bombardeiros leves bimotores Lockheed Hudson durante março e abril.
Promovido a tenente de voo em 1 de abril de 1942, Newton foi destacado no mês seguinte para o esquadrão n.º 22, baseado na Estação RAAF Richmond, Nova Gales do Sul. Anteriormente equipada com Hudsons, a unidade tinha apenas começado a converter para o mais avançado Douglas Boston quando Newton chegou. Um camarada o descreveu como um "homem grande e simpático, que poderia beber a maioria de nós debaixo da mesa, era um bom piloto, bom em esportes e tinha jeito com as meninas". O Esquadrão N.º 22 esteve envolvido em escolta de comboios e patrulhas anti-submarino em Sydney de julho a setembro, antes de se mudar para o norte para Townsville, Queensland. Em novembro, foi implantado em Port Moresby em Papua Nova Guiné, sob o controle do Grupo Operacional N.º 9 da RAAF.

## Campanha em Nova Guiné
Newton realizou a primeira de suas cinquenta e duas missões operacionais em 1 de janeiro de 1943, sob a liderança de seu comandante, o líder do esquadrão Keith Hampshire. Durante fevereiro, Newton voou em missões de baixo nível através de condições de monção e terreno montanhoso perigoso, atacando forças japonesas contra tropas aliadas na província de Morobe. No início de março, ele participou da Batalha do Mar de Bismarck, um dos principais combates na frente do Sudoeste do Pacífico, bombardeando e metralhando o aeródromo em Lae para evitar que sua força de caças inimigos decolasse para interceptar aeronaves aliadas que atacavam a frota japonesa. Newton ganhou a reputação de dirigir direto em seus alvos sem manobras evasivas, e sempre os deixando em chamas; isso lhe rendeu o apelido de "The Firebug". Os artilheiros japoneses, no entanto, o conheciam como "Boné Azul", por causa de seu hábito de usar um velho boné de críquete azul em operações. Apesar dos perigos da guerra aérea na Nova Guiné, ele foi citado dizendo: "As tropas em terra devem receber duas medalhas cada, antes que qualquer aviador receba uma".

### Ataques a Salamaua

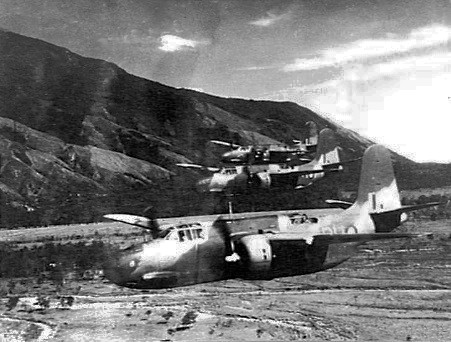
Douglas Bostons do Esquadrão N.°22 sobre a Nova Guiné, cerca. 1942-43.

Em 16 de março de 1943, Newton liderou uma surtida no istmo de Salamaua, na qual seu Boston foi atingido repetidamente por fogo antiaéreo japonês, danificando a fuselagem, as asas, os tanques de combustível e o trem de pouso. Apesar disso, ele continuou seu ataque e lançou suas bombas em baixa altitude em prédios, depósitos de munição e depósitos de combustível, retornando para uma segunda passagem no alvo para metralha-lo com fogo de metralhadora. Newton conseguiu levar sua máquina avariada de volta à base, onde foi encontrada marcada com noventa e oito buracos de bala. Dois dias depois, ele e sua tripulação de dois homens fizeram um novo ataque a Salamaua com outros cinco Bostons. Enquanto ele bombardeava seu alvo designado, o avião de Newton foi visto explodindo em chamas, atingido por tiros de canhão do solo. Tentando manter sua aeronave no ar o maior tempo possível para afastar sua tripulação das linhas inimigas, ele conseguiu cair no mar a aproximadamente 910 metros da costa.
O navegador do Boston, sargento Basil Eastwood, foi morto no pouso forçado, mas Newton e seu operador sem fio, junto com o sargento John Lyon, sobreviveram e conseguiram nadar em terra. Várias das outras aeronaves do voo circularam a área; um retornou à base imediatamente para informar Hampshire, e o restante foi forçado a partir mais tarde por falta de combustível. Newton e Lyon originalmente fizeram o seu caminho para o interior com a ajuda de nativos, com o objetivo de entrar em contato com um Coastwatcher australiano, mas posteriormente retornaram à costa. Lá eles foram capturados por uma patrulha japonesa da No. 5 Special Naval Landing Force. Os dois aviadores foram levados para Salamaua e interrogados até 20 de março, antes de serem transferidos para Lae, onde Lyon foi morto a baioneta por ordem do contra-almirante Ruitaro Fujita, o comandante japonês na área. Newton foi levado de volta a Salamaua, onde, em 29 de março de 1943, foi decapitado cerimonialmente com uma espada de samurai pelo subtenente Uichi Komai, o oficial da marinha que o capturou. Komai foi morto nas Filipinas logo depois, e Fujita cometeu suicídio no final da guerra.

### Revelações e reações
Inicialmente, acreditava-se que Newton não conseguiu escapar do Boston depois que ele caiu no mar, e ele foi dado como desaparecido. O líder do esquadrão Hampshire enviou imediatamente uma surtida para recuperar o par que foi visto pela última vez nadando para a costa, mas nenhum sinal deles foi encontrado. Duas semanas depois, ele escreveu uma carta à mãe de Newton na qual descrevia a coragem de seu filho e expressava a esperança de que ele ainda pudesse ser encontrado vivo. Hampshire concluiu: "Bill é um daqueles raros companheiros que sentirei falta por muito tempo, e se for para ser, lembre-se por uma era". Os detalhes de sua captura e execução só foram revelados mais tarde naquele ano em um diário encontrado em um soldado japonês. Newton não foi nomeado especificamente, mas evidências circunstanciais o identificaram claramente, pois a entrada do diário registrou a decapitação de um tenente de voo australiano que havia sido abatido por fogo antiaéreo em 18 de março de 1943 enquanto pilotava uma aeronave Douglas. O observador japonês descreveu o prisioneiro como "composto" em face de sua execução iminente, e "inabalável até o fim". Após a decapitação, um marinheiro abriu o estômago do morto, declarando "Algo para o outro dia. Tome isso."
A Sede Geral da Área do Pacífico Sudoeste, ao divulgar detalhes da execução em 5 de outubro, inicialmente se recusou a nomear Newton. Além da falta de certeza absoluta quanto à identificação, o vice-marechal do ar Bill Bostock, oficial do ar comandante do comando da RAAF, afirmou que nomeá-lo mudaria o impacto da notícia sobre os membros do esquadrão nº 22 de Newton "do impessoal para o intimamente pessoal." "e, portanto, "afeta seriamente o moral". As notícias da atrocidade provocaram choque na Austrália. Em uma tentativa de aliviar a ansiedade entre as famílias de outros aviadores desaparecidos, o governo federal anunciou em 12 de outubro que os parentes do homem assassinado haviam sido informados de sua morte.

### Cruz Vitória

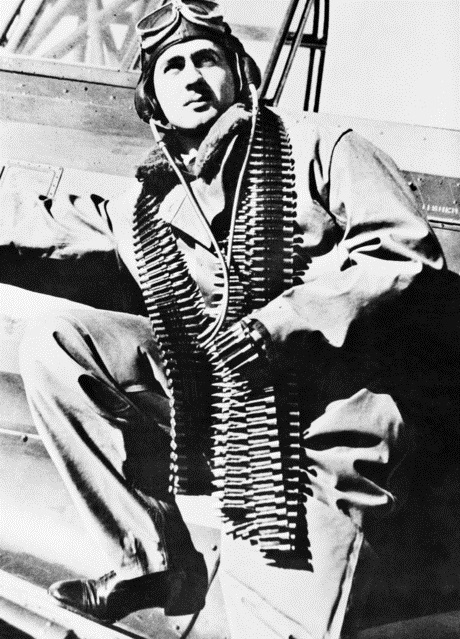
Bill Newton, cerca. 1942-43.

Newton foi premiado com a Cruz Vitória por suas ações de 16 a 18 de março, tornando-se o único aviador australiano a ganhar a condecoração na frente do Sudoeste do Pacífico da Segunda Guerra Mundial e o único enquanto voava com um esquadrão da RAAF.

## Legado

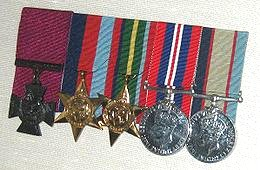
Medalhas de Newton no Memorial de Guerra Australiano.

Enterrado inicialmente em uma cratera de bomba não marcada em Salamaua, o corpo de Newton foi recuperado e re-enterrado no Cemitério de Lae War após a captura de Salamaua pelas tropas aliadas em setembro de 1943. Sua lápide traz o epitáfio "FOR GOD, MY KING, MY COUNTRY". No início de 1944, o recém-construído Aeródromo Nº 4 em Nadzab foi renomeado como Campo Newton em sua homenagem. Por muitos anos, a história da morte de Newton esteve entrelaçada com a de um comando australiano, o sargento Len Siffleet, que também havia sido capturado na Nova Guiné. Uma fotografia famosa mostrando Siffleet prestes a ser executada com uma catana foi descoberto por tropas americanas em abril de 1944 e acredita-se que tenha retratado Newton em Salamaua. No entanto, nenhuma fotografia da execução do aviador é conhecida.

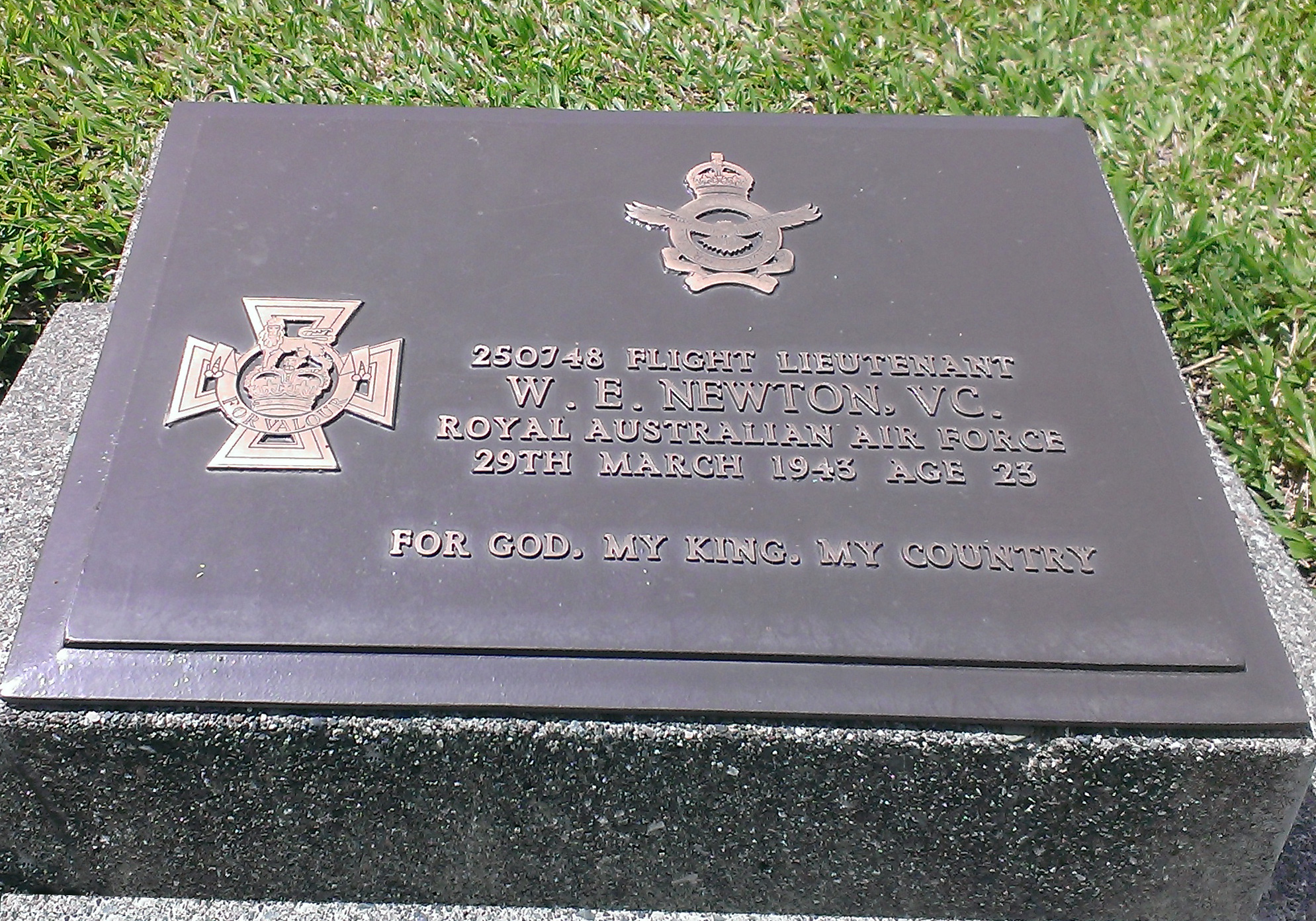
Lápide de Newton no cemitério de Lae War.

A mãe de Newton, Minnie, foi presenteada com a Victoria Cross de seu filho pelo Governador-Geral, o Duque de Gloucester, em 30 de novembro de 1945. Ela a doou ao Memorial de Guerra Australiano, Canberra, onde permanece em exibição com suas outras medalhas. Newton também é comemorado na Remembrance Driveway de Canberra. Na década de 1990, seu amigo Keith Miller lutou com sucesso para garantir que o Victoria Racing Club abandonasse um plano para renomear o William Ellis Newton Steeplechase; executado no Dia ANZAC; depois de um patrocinador comercial. No final da década, Miller também questionou publicamente o Australia Post pela exclusão de Newton de uma série de selos com australianos notáveis, como o jogador de críquete Donald Bradman. Uma placa dedicada ao Esquadrão N.º 22 da RAAF foi revelada no Memorial de Guerra Australiano pelo Chefe da Força Aérea, Air Marshal Angus Houston, em 16 de março de 2003, o sexagésimo aniversário do ataque de Newton a Salamaua.